# Tạ Bú
Tạ Bú là một xã thuộc huyện Mường La, tỉnh Sơn La, Việt Nam.
Xã có diện tích 67,38 km², dân số năm 2007 là 3.590 người, mật độ dân số đạt 53 người/km².